# William Charles Wells

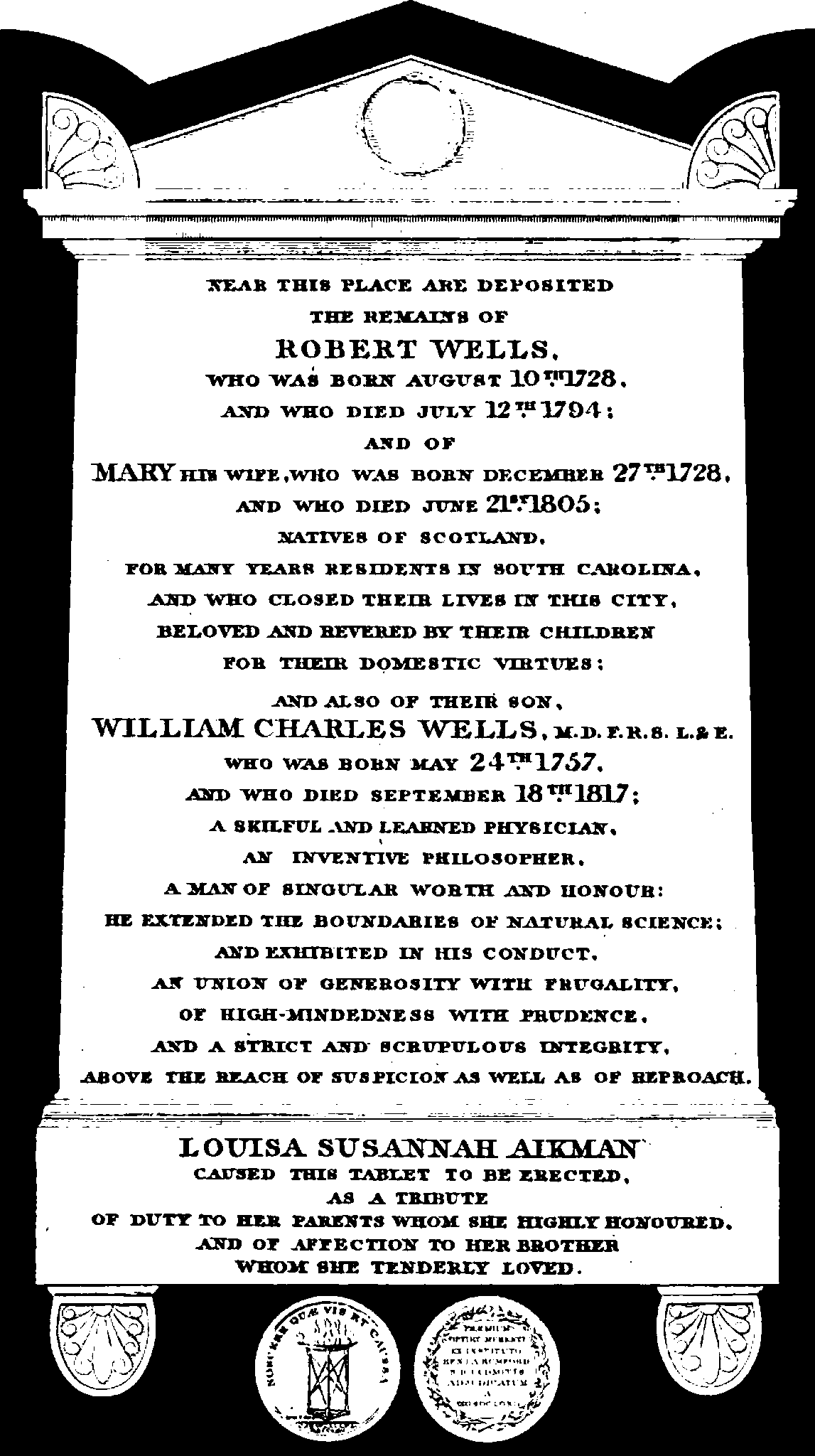
In der St. Bride’s Church (Fleet Street) erinnert eine Gedenktafel an William Charles Wells

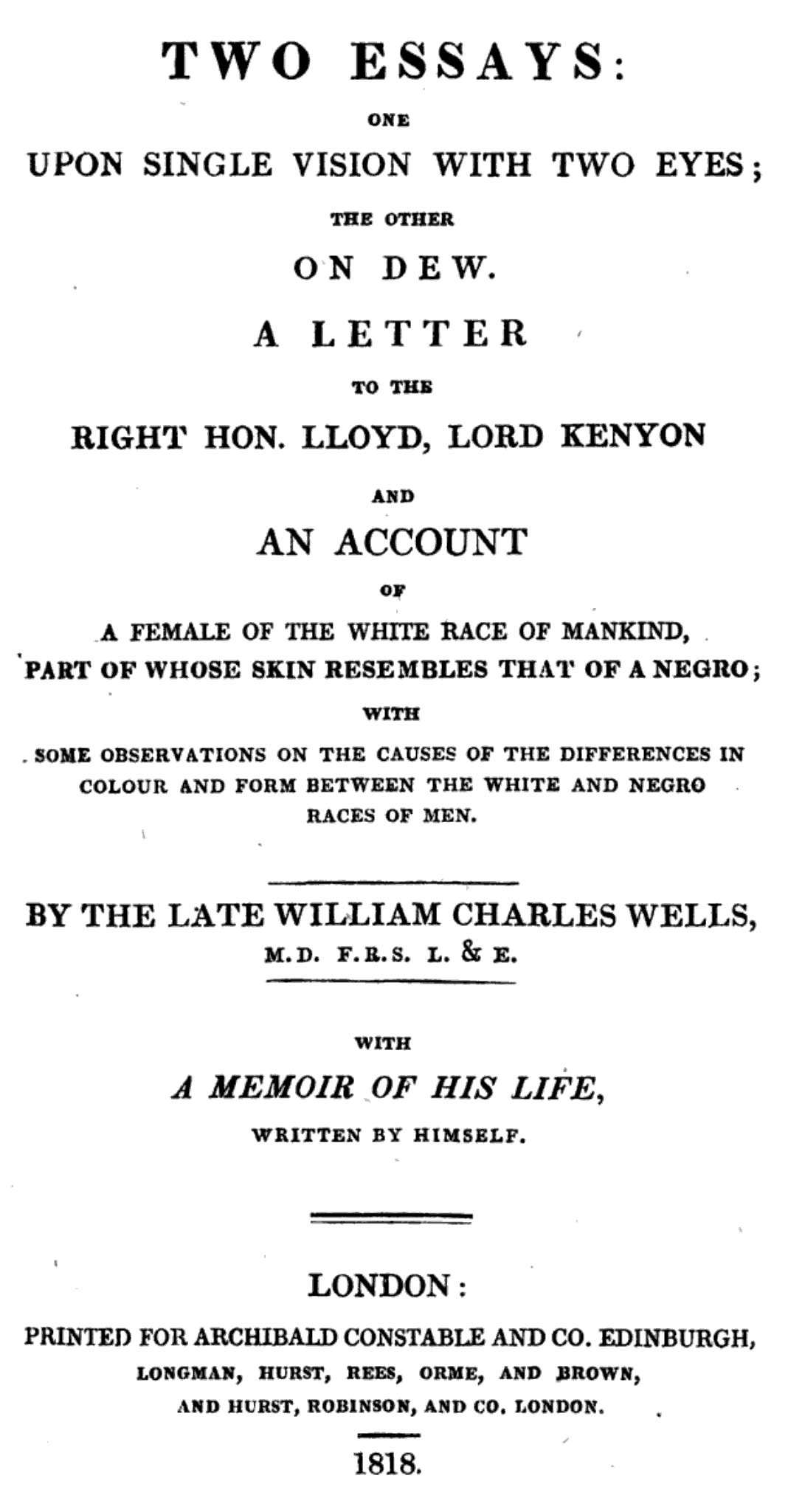
Titelseite von Two essays… (1818)

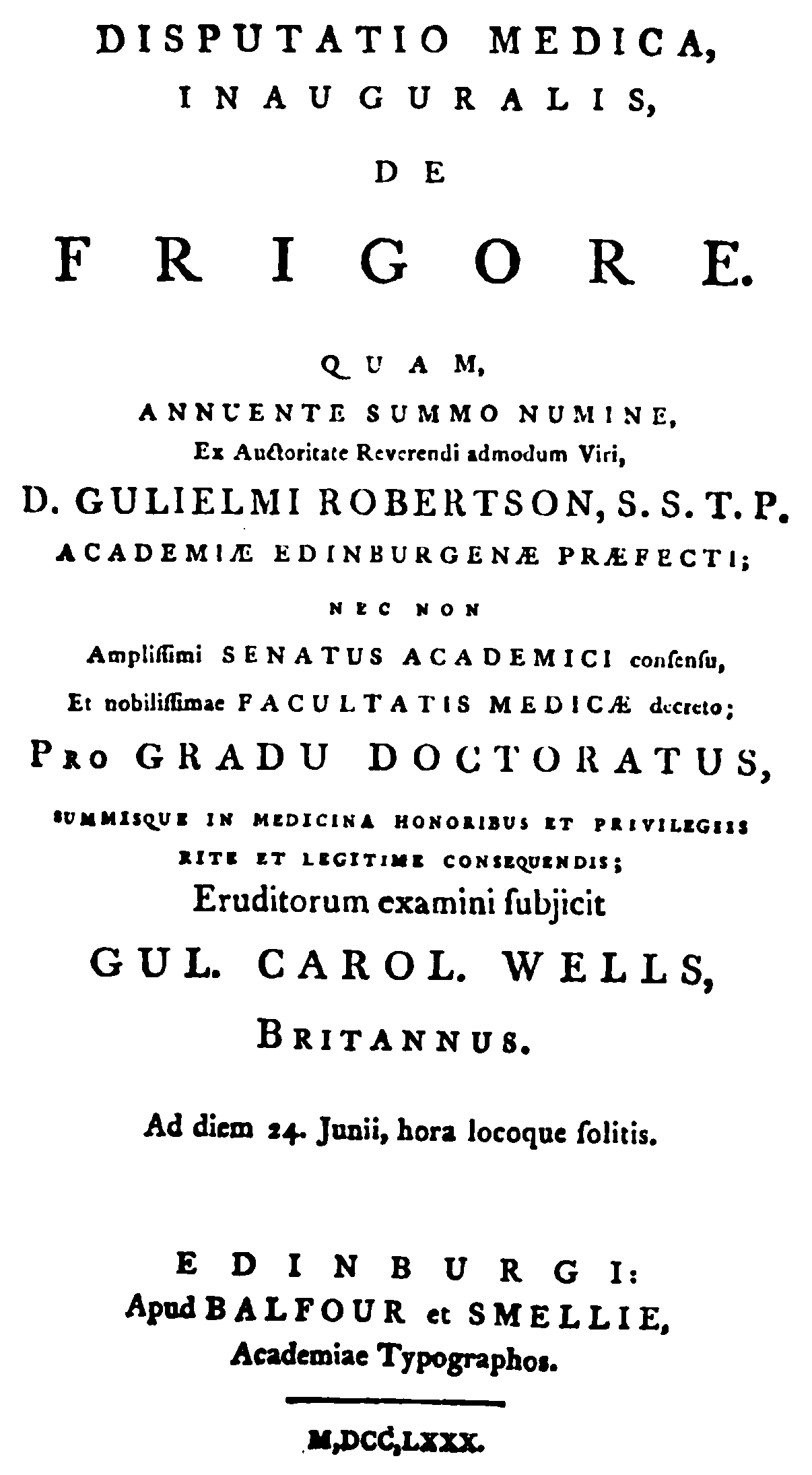
Titelseite von Wells Dissertation De frigore (1780)

William Charles Wells (* 24. Mai 1757 in Charleston; † 18. September 1817 in London) war ein schottischer Arzt. Seine bekannteste Schrift ist sein Essay über den Tau aus dem Jahr 1814. Es wurde ins Französische (1817) und Deutsche (1821) übersetzt.

## Leben und Wirken

### Herkunft und Ausbildung
Wells war das vierte Kind von Robert Wells (* 10. August 1728; † 12. Juli 1794) und dessen Frau Mary Rowand (* 27. Dezember 1728; † 21. Juni 1805). Wells aus Schottland stammende Eltern hatten sich 1753 in Charleston in South Carolina niedergelassen. Wells loyalistisch eingestellter Vater war Drucker und Buchhändler, der auch Notenwerke vertrieb. Dieser gab ab 1758 die Zeitung South-Carolina Weekly Gazette heraus, die 1764 in The South-Carolina and American General Gazette umbenannt wurde. Seine Geschwister sind John Wells (2. Juli 1752; † 19. Oktober 1799), Louisa Susannah Wells (verheiratete Louisa Susannah Aikman, * 17. Oktober 1755.; † 29. November 1831), Griselda Wells und Helena Wells (verheiratete Helena Whitford, * 1761?; † 6. Juli 1824).
1768 besuchte Wells die Schule im schottischen Dumfries und ab Herbst 1770 die University of Edinburgh. Dort freundete er sich mit David Hume einem Neffen des Philosophen David Hume und William Miller (1755–1846) an. Im Sommer 1771 kehrte er nach Charleston zurück und wurde Lehrling von Alexander Garden (1730–1791).
Nach dem Ausbruch des Amerikanischen Unabhängigkeitskriegs musste Wells Vater 1775 Charleston verlassen. Drei Monate später folgte Wells ihm nach England, wo er im Herbst 1775 in Edinburgh ein Medizinstudium begann und bis 1778 lebte. Im Sommer 1778 bestand er die vorbereitenden Prüfungen, die zur Erlangung des Grades eines Doktors der Medizin notwendig waren, graduierte aber noch nicht. Im Herbst kehrte er nach London zurück und besuchte dort die Kurse von William Hunter über Anatomie und Geburtshilfe. Außerdem wurde er für drei Monate Schüler am St. Bartholomew’s Hospital. Anfang 1779 ging Wells in die Republik der Vereinigten Niederlande und diente als Arzt in einem schottischen Regiment. Nachdem es zu Auseinandersetzungen mit seinem Regimentschef gekommen war, legte Wells seinen Posten schon bald nieder. Anfang 1780 studierte er drei Monate lang Medizin in Leiden und bereitete seine Dissertation mit dem Titel De frigore (Von der Kälte) vor. Am 24. Juni 1780 verteidigte er in Edinburgh unter William Robertson seine Dissertation und wurde Doktor der Medizin. Zu dieser Zeit lernte er William Lister (1756–1830) kennen.

### Drucker in Amerika
Anfang 1781 kehrte Wells, von seinem Vater dazu aufgefordert, erneut nach Charleston zurück. Er sollte sich um die Angelegenheiten seines Vaters kümmern, die Wells Bruder John nur unzureichend regelte. Im März 1781 hatten Robert und John Wells die halbwöchentlich erscheinende Zeitung The Royal Gazette gegründet. Wells überredete seinen Bruder nach England zurückzukehren und sich mit ihrem Vater auszusöhnen und versprach sich bis zu dessen Rückkehr um alle seine Geschäfte zu kümmern. Im Dezember 1782 ordneten die Briten die Evakuierung von Charleston an. Wells ging nach St. Augustine in Florida, wo er eine Druckerpresse zusammenbaute, die er in Einzelteilen mitgebracht hatte. Im Namen seines Bruders begann er mit dem Druck der East-Florida Gazette, der ersten Wochenzeitung Floridas. Als sein Bruder John aus England zurückgekehrt war schiffte sich Wells im Mai 1784 in St. Augustine ein und kehrte nach Großbritannien zurück.

### Mediziner in Edinburgh
Nach seiner Rückkehr lernte er Matthew Baillie kennen und dachte über seine berufliche Zukunft nach. Nach einem dreimonatigen Aufenthalt in Paris im Jahr 1785 eröffnete Wells, mit geliehenem Geld, in London eine Arztpraxis. Am 17. März 1788 wurde er als Lizenziat am Royal College of Physicians zugelassen. Am 3. September 1789 wurde zum Arzt am Finsbury Dispensary gewählt. Er war dort bis zum 11. Dezember 1799 im Amt. 1792 erschien Wells An essay upon single vision with two eyes über beidäugiges Sehen. Im November 1795 wurde er Assistenzarzt am St. Thomas’ Hospital und 1800 schließlich Arzt, eine Position, die er bis ans Lebensende innehatte.

### Publizist seit 1800
1800 hatte Wells einen leichten Schlaganfall, von dem er sich nicht mehr vollständig erholte. Fast alle seine medizinischen Artikel erscheinen von 1800 bis 1812 in den Transactions of a Society for the Improvement of Medical and Chirurgical Knowledge. Für das The Gentleman’s Magazine verfasste Wells ab 1800 biografische Abrisse, so über Anthony Lambert (1758–1800), George Wilson († 1800), George Fordyce, John Savage († 1804) und David Pitcairn (1749–1809).
Wells starb an den Folgen eines Hydrothorax in seiner Unterkunft in Serjeants’ Inn in der Chancery Lane. Er wurde in der St. Bride’s Church in der Fleet Street bestattet, in der im Auftrag seiner Schwester Louisa Susannah eine Gedenktafel, mit einem von Lister verfassten Text, errichtet wurde.
Kurz vor seinem Tod diktierte Wells seinem Freund Samuel Patrick seine Autobiografie. Wells war nicht verheiratet. Ein Bildnis von ihm ist nicht bekannt.

## Über den Tau
1814 veröffentlichte Wells sein Essay über den Tau An essay on dew, and several appearances connected with it (dt.: Ein Essay über Tau und einige damit verbundene Erscheinungen) für die er noch im gleichen Jahr mit der Rumford-Medaille der Royal Society ausgezeichnet wurde.
Seit Aristoteles’ Meteorologica war bekannt, dass sich Tau in wolkenlosen Nächten mit wenig oder keinem Wind bildet. Man hielt den Tau für unsichtbaren Regen oder erklärte ihn mit dem „Schwitzen“ der Pflanzen. Nach eigener Angabe hatte Wells bereits im Herbst 1784 darüber spekuliert, dass die Taubildung mit der Erzeugung von Kälte verbunden sein muss.
In einem 1788 in den Transactions of the Royal Society of Edinburgh veröffentlichten Aufsatz über den Reif äußerte Patrick Wilson (1743–1811) eine ähnliche Vermutung. Im gleichen Jahr beobachtete James Six (1731–1793), dass an klaren, tauigen Nächten ein in der Höhe angebrachtes Thermometer eine niedrigere Temperatur anzeigte als ein auf dem Boden befindliches. Die kühlere Temperatur am Boden wurde als Folge des Taues angesehen.
Wells wiederholte die älteren Experimente und ersann zahlreiche neue. Er quantifizierte die Erscheinung der Taubildung, indem er die Lufttemperatur in verschiedenen Höhen maß, und die Menge des abgeschiedenen Kondenswassers auf Wollproben wog. Wells stellte fest, dass die Taubildung sowohl auf toten als auch lebenden Pflanzenteilen erfolgte. Er fand, dass dunklere Objekte mehr Tau erzeugten als helle. Aus den Ergebnissen seiner Experimente schloss Wells, dass der in der Luft enthalten Wasserdampf durch Wärmeausstrahlung auf Boden und Pflanzen in Form von Tau kondensierte.
John Tyndall würdigte 1863 in seiner an der Royal Institution abgehaltene Vorlesungsreihe Heat considered as a mode of motion die anschaulichen und geschickten Experimente Wells, die zur Erklärung der Taubildung geführt hatte und die aller nachfolgenden Kritik widerstand.
Das Essay wurde ins Französische (1817) und Deutsche (1821) übersetzt.

## Der Fall Hannah West
Kurz nach Wells Tod erschien 1818 der Artikel An account of a female of the white race of mankind, part of whose skin resembles that of a negro; with some observations on the causes of the differences in colour and form between the white and negro races of men. Dabei handelt es sich um einen Artikel der bereits am 1. und 8. April 1813 bei einem Treffen der Mitglieder der Royal Society vorgetragen wurde, aber nicht in den Philosophical Transactions veröffentlicht wurde. Wells berichtet darin über die 23-jährige Hannah West, deren weiße Haut an linker Schulter, Arm, Vorarm sowie der Hand seit ihrer Geburt schwarz gefärbt war. Weder ihre Eltern, noch ihre elf Geschwistern wiesen eine abnorme Hautfärbung auf.
Nach einer über fünfseitigen Fallbeschreibung grübelt Wells darüber nach, welche Faktoren zu Unterschieden in der Hautfarbe und der Anfälligkeit für Krankheiten in verschiedenen Klimaten führen könnten. Wells lehnte implizit die Vorstellung ab, dass erworbene Eigenschaften vererbt werden. Er bestritt, dass die Anfälligkeit für Krankheiten von der Hautfarbe abhängt, sondern von der Anpassung an die vorherrschenden Bedingungen über viele Generationen hinweg. Wells räumte ein, dass „unter Menschen, wie auch unter anderen Tieren, ständig Varietäten von größerem oder kleinerem Ausmaß auftreten“, aber war der Ansicht, dass die Unterschiede in einem „zivilisierten Land“, in dem Mischehen die Bandbreite der Variationen verringern würden, weniger ausgeprägt seien. Er verwies auf die Verbesserung der Haustiere mittels Züchtung und mutmaßte schließlich:

„[Aber was hier] durch Kunst geschieht, scheint mit gleicher Wirksamkeit, wenn auch langsamer, bei der Bildung der Varietäten des Menschengeschlechts, die für die von ihnen bewohnten Gegenden eingerichtet sind, durch die Natur zu geschehen. Unter den zufälligen Varietäten von Menschen, die unter den wenigen zerstreuten Einwohnern der mittleren Gegenden von Africa auftreten, werden einige besser als andere im Stande sein, die Krankheiten des Landes zu überstehen. In Folge hiervon wird sich diese Rasse vermehren, während die andern abnehmen, und zwar nicht bloß, weil sie unfähig sind, die Erkrankungen zu überstehen, sondern weil sie nicht im Stande sind, mit ihren kräftigeren Nachbarn zu concurriren. Nach dem, was bereits gesagt wurde, nehme ich es als ausgemacht an, daß die Farbe dieser kräftigeren Rasse dunkel sein wird. Da aber die Neigung, Varietäten zu bilden, noch besteht, so wird sich eine immer dunklere und dunklere Rasse im Laufe der Zeit bilden; und da die dunkelste am besten für das Clima paßt, so wird diese zuletzt in dem Lande, in dem sie entstand, wenn nicht die einzige, doch die vorherrschende Rasse werden.“

Wells Spekulationen blieben unbeachtet bis Charles Darwin im Oktober 1865 auf sie aufmerksam gemacht wurde. In einem Brief an Joseph Dalton Hooker schrieb er, dass ihn ein Yankee auf Wells Schrift hingewiesen hätte, in der das Prinzip der natürlichen Selektion auf Menschenrassen angewendet wurde. Er spöttelte darüber, dass Patrick Matthew jetzt nicht länger auf seinen Titelseiten „Entdecker des Prinzips der natürlichen Selektion“ schreiben könne. Im Historical Sketch der 4. Auflage von On the Origin of Species von 1866 merkte Darwin an: „In diesem Aufsatz erkennt er deutlich das Princip der natürlichen Zuchtwahl an, und dies ist der erste nach gewiesene Fall einer solchen Anerkennung. Er wendete es aber nur auf die Menschenrassen und nur auf besondere Charactere an.“
 Darwin dankte Charles Loring Brace (1826–1890) dafür, dass er ihn auf diese Passage in Wells Aufsatz hingewiesen hatte. Nachdem Erscheinen der 4. Auflage wies ihn Brace darauf hin, das er selbst durch Samuel Rowley, der an einer neuen Theorie des Sehens arbeitete, auf diesen Aufsatz aufmerksam gemacht wurde.

## Ehrungen
Am 7. November 1793 wurde Wells zum Mitglied der Royal Society gewählt, deren Council er 1813/1814 angehörte. 1793 wurde er ebenfalls Mitglied des Royal College of Physicians. Am 19. Januar 1815 wurde Wells Mitglied der Royal Society of Edinburgh. Für sein Essay On dew wurde er 1814 mit der Rumford-Medaille der Royal Society ausgezeichnet.

## Schriften (Auswahl)

### Bücher
- De frigore. Balfour & Smellie, Edinburgh 1780 (online) – Dissertation.
- An essay upon single vision with two eyes : together with experiments and observations on several other subjects in optics. T. Candell, London 1792 (Digitalisat).
- A letter to the Right Hon. Lloyd Lord Kenyon, relative to some conduct of the College of Physicians of London, posterior to the decision of the Court of the King's Bench in the case of Dr. Stanger; and containing observations on a principal ground of that decision. Whittingham, London 1799 (Digitalisat).
- An essay on dew, and several appearances connected with it. Taylor & Hessay, London 1814 (Digitalisat).
  - 2. Auflage. Taylor and Hessey, London 1815 (Digitalisat).
  - Haswell, Barrington, and Haswell, Philadelphia 1839 (Digitalisat).
  - Longmans, Green, Reader, and Dyer, London 1866 (Digitalisat) – herausgegeben von Louis Pascal Casella (1812–1897).
  - Spiers, London 1877.
  - Essai sur la rosée et sur divers phénoménes qui ont des rapports avec elle. Crochard, Paris 1817 (Digitalisat).
  - Versuch vom Thau und einige damit verbundene Erscheinungen. Geßner, Zürich 1821 (Digitalisat).
- Two essays: One upon single vision with two eyes; the other, On dew; A letter to the Right Hon. Lloyd, Lord Kenyon; and an account of a female of the white race of mankind, part of whose skin resembles that of a Negro; with some observations on the causes of the differences in colour and form between the White and Negro races of men. With a memoir of his life, written by himself. London 1818 (Digitalisat).

### Zeitschriftenbeiträge
Philosophical Transactions of the Royal Society
- Observations on the Influence, which incites the Muscles of Animals to contract in Mr. Galvani’s Experiments. Band 85, 1795, S. 246–262 (doi:10.1098/rstl.1795.0014).
- Observations and Experiments on the Colour of Blood. Band 87, 1797, S. 416–431 (doi:10.1098/rstl.1797.0021).
- Experiments and Observations on Vision. Band 101, 1811, S. 378–391 (doi:10.1098/rstl.1811.0021).
  - Beobachtungen und Versuche über das Sehen. In: Annalen der Physik. Band 43, Nr. 2, S. 128–143 (Digitalisat).

Transactions of a Society for the Improvement of Medical and Chirurgical Knowledge
- Observations on Erysipelas. Band 2, 1800, S. 213–228 (Digitalisat).
- An Instance of an entire Want of Hair in the Human Body. Band 2, 1800, S. 264–267 (Digitalisat).
- A Case of Aneurism of the Aorta. attended with Ulceration of the Oesophagus and Windpipe. Band 3, 1812, S. 81–84 (Digitalisat).
- A Case of considerable Enlargement of the Caecum and Colon. Band 3, 1812, S. 158–166 (Digitalisat).
- Observations on the Dropsy, which succeeds Scarlet Fever. Band 3, 1812, S. 167–186 (Digitalisat).
- On the Presence of the Red Matter and Serum of the Blood in the Urine of Dropsy, which has not originated in Scarlet Fever. Band 3, 1812, S. 194–240 (Digitalisat).
- A Case of Tetanus, with Observations on the Disease. Band 3, 1812, S. 241–257 (Digitalisat).
- A Case of extensive Gangrene of the Cellular Membrane, between the Muscles and Skin of the Neck and Chest. Band 3, 1812, S. 360–366 (Digitalisat).
- On Rheumatism of the Heart. Band 3, 1812, S. 373–424 (Digitalisat).
- Observations on Palmonary Consumption, and Intermittent Fever, chiefly as Diseases opposed to each other; with an Attempt to arrange several other Diseases, according to the Alliance or Opposition which exists between them, and one or other of the two former. Band 3, 1812, S. 471–559 (Digitalisat).

The Gentleman’s Magazine
- Dr. Wells’s Repley to Dr. Darwin in Vision. Band 64, Nr. 9, 1794, S. 795–797 (Digitalisat).
- Dr. Wells’s Repley to Dr. Darwin in Vision. Band 64, Nr. 10, 1794, S. 905–907 (Digitalisat).
- [Obituary notice of Anthony Lambert.] Band 70, Nr. 3, 1800, S. 285–286 (Digitalisat) – anonym.
- [Obituary notice of George Wilson.] Band 70, Nr. 11, 1800, S. 1116–1117 (Digitalisat) – anonym.
- [Obituary notice of George Fordyce.] Band 72, Nr. 6, 1802, S. 588–590 (Digitalisat) – anonym.
- [Obituary notice of John Savage.] Band 76, Nr. 5, 1804, S. 486 (Digitalisat) – anonym.
- Biographical memoirs of Dr. Pitcairn. Band 79, Nr. 4, 1809, S. 292–296 (Digitalisat) – anonym.
- Some Account of the late Andrew Marshal, M.D. Band 83, Nr. 5, 1813, S. 483–488 (Digitalisat) – anonym. (Medicus)

Annals of Philosophy
- On Dew. Band 5, 1815, S. 251–259 (Digitalisat).
- Answer to Mr. Prevost’s Queries respecting the Explanation of Mr. B. Prevost’s Experiments on Dew. Band 6, 1815, S. 432–433 (Digitalisat).
- Condensation of Water on Glass. Band 7, 1816, S. 159 (Digitalisat).

Sonstige
- George Fordyce: A fifth dissertation on fever, containing the history of, and remedies to be employed in, irregular continued fevers; together with a general conclusion to the four preceding and present dissertations. London 1803 (Digitalisat) – als Herausgeber.
- In: James Carmichael Smyth: Of the Aphonia Spasmodica. In: Medical Communications. Band 2, 1790, S. 501–504 (Digitalisat) – Fallbeschreibung.